# 李口镇 (泗阳县)
李口镇，是中华人民共和国江苏省宿迁市泗阳县下辖的一个乡镇级行政单位。

## 行政区划
李口镇下辖以下地区：
李口社区、葛庄社区、其虎社区、凌孟村、渡口村、农李村、李庄村、吴集村、卢塘村、八堡村、南运河村、谭坝村、崔陈村、灯塔村、罗圩村和臧梨园村。